# Gielis Panhedel

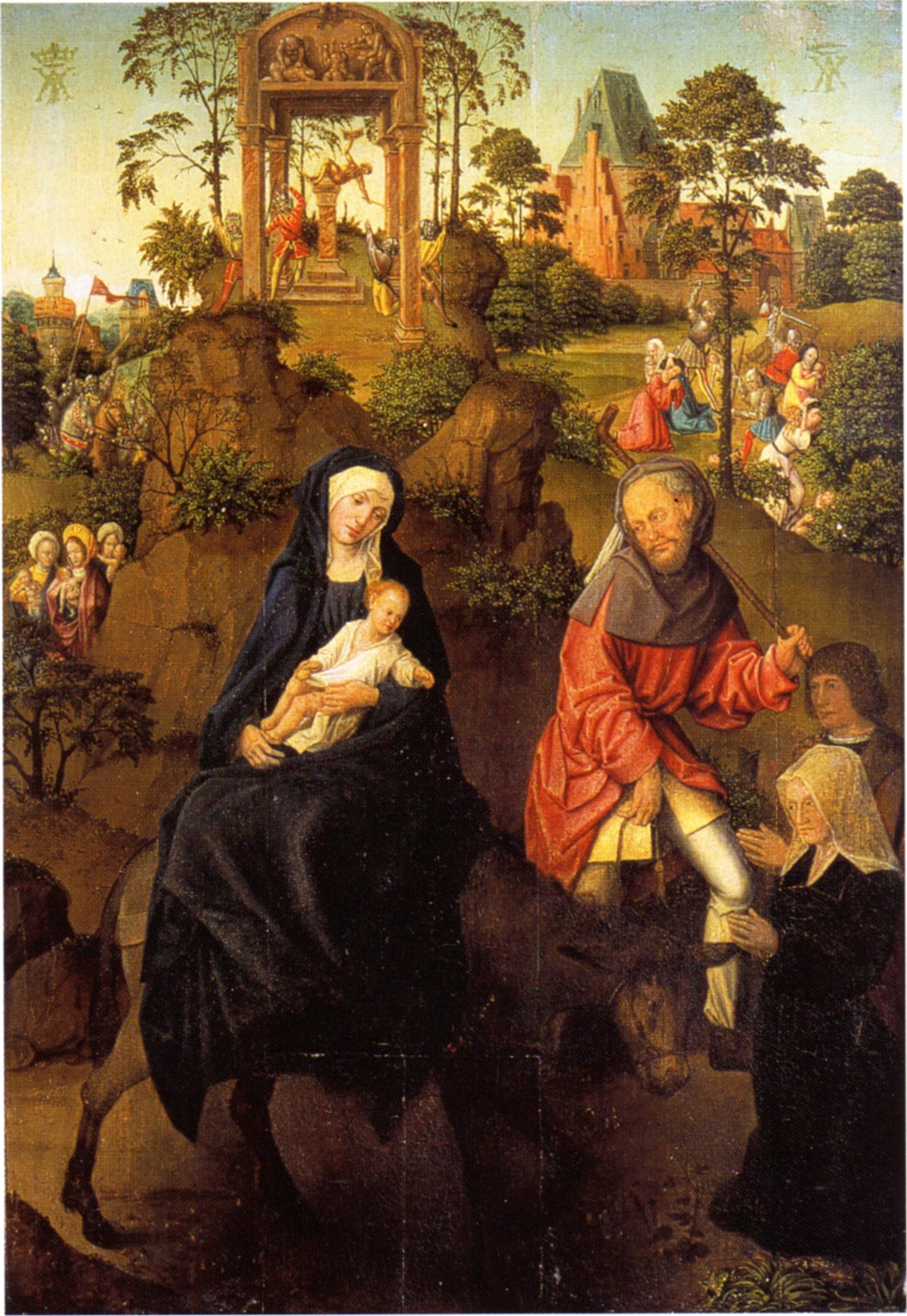
Toegeschreven aan Gielis Panhedel. De vlucht naar Egypte met stichterspaar. Ca. 1500. Šternberk, Kasteel Šternberk.

Gielis Panhedel, ook Gielis van den Bossche genoemd (overl. na 1545/1546) was een Zuid-Nederlands schilder. Hij was mogelijk een leerling van de Bossche schilder Jheronimus Bosch.

## Levensloop
Panhedel was zoon van Aert van den Bossche, beter bekend onder zijn noodnaam Meester van de Legende van de Heilige Barbara, die zich in 1505 liet inschrijven in het schildersgilde in Brugge als 'Harnoult van den Boske' hebbende een zoon genaamd 'Gilken van den Booeske'. Het is niet bekend waar Panhedel precies geboren is, maar omdat zowel vader als zoon onder het toponiem Bossche bekend zijn gaat men ervan uit dat zijn familie uit 's-Hertogenbosch afkomstig is. Hij was getrouwd met Yken de Greve, lid van een welgestelde Bossche familie en zus van Merten Mertens de Greve, meester van het Lieve Vrouwe-Broederschap in 's-Hertogenbosch. Tegen 1521/1522 woonde hij in Brussel. Omstreeks 1522 was hij in 's-Hertogenbosch werkzaam in verband met de uitbreiding van het Mariaretabel van het Lieve Vrouwe-Broederschap en in 1545/1546 wordt hij opnieuw vermeld als wonende in Brussel.

## Mariaretabel
In 1521/1522 vond in het huis van Merten Mertens de Greve een bespreking plaats tussen hem en zijn 'zwager tot Bruessel woonende om te stofferen onser liever vrouwen tafel' (zwager wonende in Brussel, om ons Mariaaltaar te beschilderen). Dit altaar werd in 1477 opgeleverd door de beeldhouwer Adriaen van Wesel en omstreeks 1510 verguld en gepolychromeerd. In 1488/1489 werd het altaar uitgebreid met twee vleugels die de Bossche schilder Jheronimus Bosch beschilderde. Omstreeks 1522 werd het altaar opnieuw met twee vleugels uitgebreid, waarvoor Panhedel opdracht kreeg ze te beschilderen. Een jaar na de bespreking in het huis van De Greve, in 1522/1523, werden de 'schilderie van meester gielis geoirdelt ende gevisiteerd' (schilderijen van meester Gielis beoordeeld en geïnspecteerd). De 'nyeeuwen percken' (nieuwe panelen) werden goedgekeurd, waarna Panhedel werd uitbetaald.
|  |  |

Het altaar werd in 1608 beschreven door J.B. Gramayes in het boek Taxandria. Hierin beschrijft hij twee zijvleugels voorstellende David en Abigaïl (links) en Salomon en Bathseba (rechts) als werken van Bosch. Men gaat er tegenwoordig echter van uit dat Bosch' bijdrage aan het altaar bestond uit de panelen Johannes de Doper in de wildernis (links) en Johannes de Evangelist op Patmos (rechts). Twee panelen voorstellende David en Salomon zijn wel bekend als kopieën, die weliswaar aan Bosch verwant zijn, maar waarvan de kleding eerder van na 1516 dateert, dan daarvoor. Waarschijnlijk gaat het hier om kopieën van de panelen, die Panhedel omstreeks 1522 schilderde. Als Panhedel zich de stijl van Bosch eigen had gemaakt, is het niet onmogelijk dat hij ook bij hem in de leer is geweest. Ook sluiten de panelen David en Salomon stilistisch nauw aan bij werken als Jezus onder de schriftgeleerden en Christus en de overspelige vrouw en mogelijk ook De bruiloft van Kana, waardoor men deze werken tegenwoordig met hem in verband brengt. Panhedel moet aanvankelijk echter in het atelier van zijn vader in de Brusselse traditie zijn opgeleid.

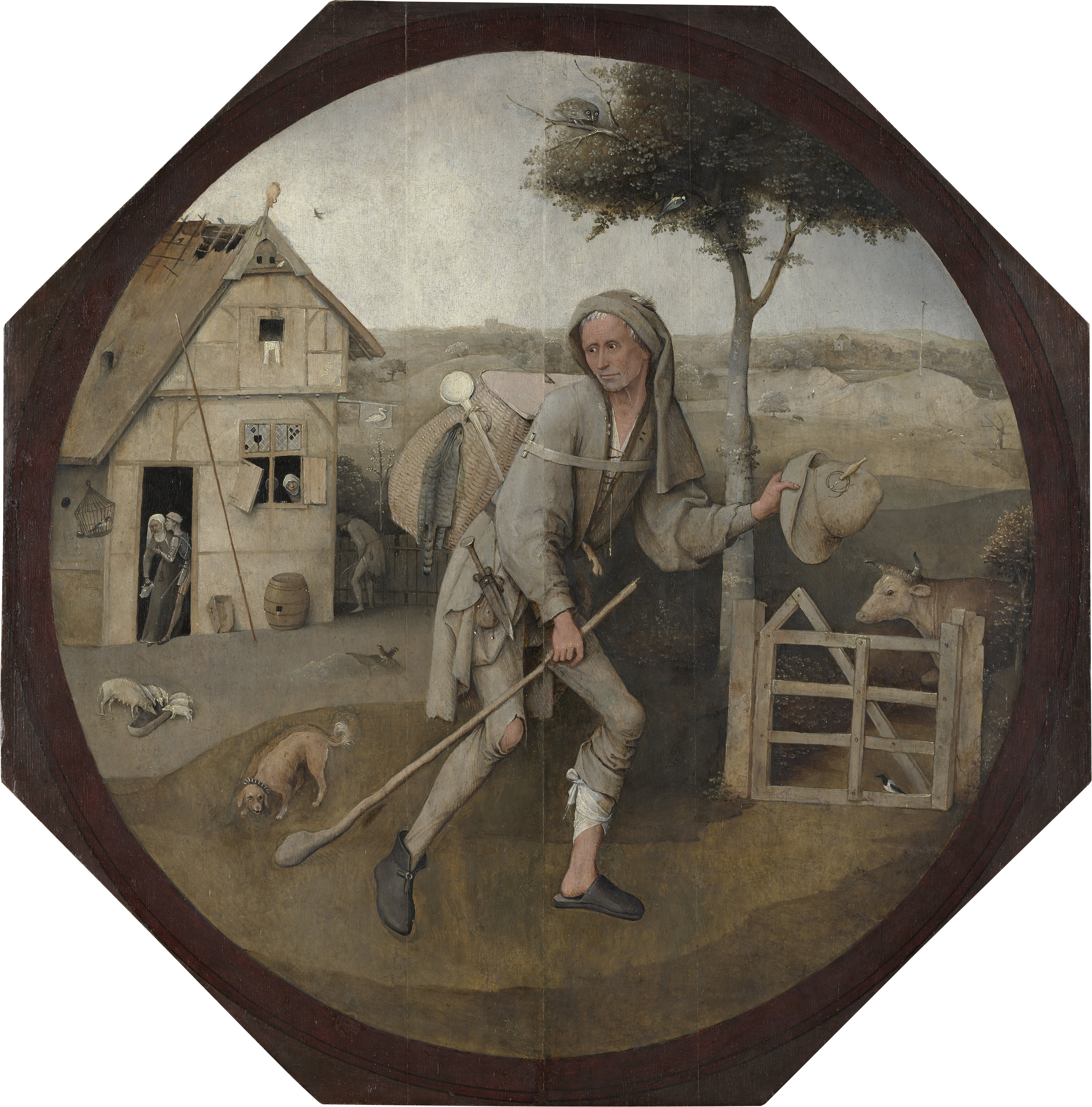
Jheronimus Bosch. De marskramer. Ca. 1493-1516. Rotterdam, Museum Boijmans Van Beuningen.

## De vlucht naar Egypte
Ook het werk De vlucht naar Egypte in het Kasteelmuseum in Šternberk wordt met Panhedel in verband gebracht. Het is geschilderd in de Brusselse traditie, maar tegelijkertijd vertoont de Jozef grote overeenkomsten met Jheronimus Bosch' Markskramer in het Museum Boijmans Van Beuningen in Rotterdam. Het motief van een gemaniëreerd weergegeven voortsjokkende mannenfiguur die over zijn schouder kijkt komt omstreeks 1500 echter vaker voor, bijvoorbeeld in de houtsnede De vlucht naar Egypte uit de serie Leven van Maria van Albrecht Dürer en een gebeeldhouwde marskramer op een van de laat-gotische misericordes in de Grote Kerk in Breda. Volgens kunsthistoricus Jos Koldeweij gaan al deze voorbeelden terug op een gemeenschappelijk voorbeeld of groep voorbeelden. Het schilderij in Šternberk is stilistisch verwant aan het Altaar met het martelaarschap van de heiligen Crispinus en Crispanianus uit 1494 van Panhedels vader, Aert van den Bossche.